# ذخیره‌گاه طبیعی وهنروم
ذخیره‌گاه طبیعی وهنروم (به لاتین: Vahenurme Nature Reserve) یک منطقه حفاظت‌شده در استونی است که در استونی واقع شده‌است.